# Теорема тангенсів
Теорема тангенсів — тригонометричне твердження, що описує властивості довільного трикутника на площині.
Теорема тангенсів, хоча й не настільки широко відома як теорема синусів або теорема косинусів, достатньо корисна, і може бути використана в тих випадках, коли відомі дві сторони і один кут, або, навпаки, два кути й одна сторона.

## Формулювання
Нехай відомі дві сторони a і b довільного трикутника і протилежні їм кути A і B, тоді теорема тангенсів стверджує, що
{\displaystyle {\frac {a+b}{a-b}}={\frac {\mathrm {tg} [{\frac {1}{2}}(A+B)]}{\mathrm {tg} [{\frac {1}{2}}(A-B)]}}}

## Доведення
Почнемо із (a + b)/(a — b). ((sin A)/a = (sin B)/b із теореми синусів):
{\displaystyle {\frac {a+b}{a-b}}={\frac {a\cdot {\frac {\sin A}{a}}+b\cdot {\frac {\sin B}{b}}}{a\cdot {\frac {\sin A}{a}}-b\cdot {\frac {\sin B}{b}}}}}
{\displaystyle {\frac {a+b}{a-b}}={\frac {\sin(A)+\sin(B)}{\sin(A)-\sin(B)}}={\frac {2\sin[{\frac {1}{2}}(A+B)]\cdot \cos[{\frac {1}{2}}(A-B)]}{2\cos[{\frac {1}{2}}(A+B)]\cdot \sin[{\frac {1}{2}}(A-B)]}}}
(Дивись: Тригонометричні функції)
{\displaystyle {\frac {a+b}{a-b}}={\frac {\sin[{\frac {1}{2}}(A+B)]}{\cos[{\frac {1}{2}}(A+B)]}}\cdot {\frac {\cos[{\frac {1}{2}}(A-B)]}{\sin[{\frac {1}{2}}(A-B)]}}}
{\displaystyle {\frac {a+b}{a-b}}={\frac {\tan[{\frac {1}{2}}(A+B)]}{\tan[{\frac {1}{2}}(A-B)]}}}

## Доведення з використанням формул Мольвейде
Формули Мольвейде мають такий вигляд:
{\displaystyle {\frac {a+b}{c}}={\frac {\operatorname {cos} {\frac {A-B}{2}}}{\operatorname {sin} {\frac {C}{2}}}};}
{\displaystyle {\frac {a-b}{c}}={\frac {\operatorname {sin} {\frac {A-B}{2}}}{\operatorname {cos} {\frac {C}{2}}}}.}
де {\displaystyle A,\;B,\;C} — значення кутів при відповідних вершинах трикутника і {\displaystyle a,\;b,\;c} — довжини сторін відповідно між вершинами {\displaystyle B} і {\displaystyle C}, {\displaystyle C} і {\displaystyle A}, {\displaystyle A} і {\displaystyle B}.
Поділивши порізно праві і ліві частини двох останніх рівностей і прирівнявши два отриманих результати, маємо
{\displaystyle {\frac {a+b}{a-b}}={\frac {\mathrm {ctg} {\frac {C}{2}}}{\mathrm {tg} {\frac {A-B}{2}}}}.}
З урахуванням того, що {\displaystyle \mathrm {ctg} {\frac {C}{2}}=\mathrm {ctg} {\frac {\pi -A-B}{2}}=\mathrm {tg} {\frac {A+B}{2}}}, остаточно маємо:
{\displaystyle {\frac {a+b}{a-b}}={\frac {\mathrm {tg} {\frac {A+B}{2}}}{\mathrm {tg} {\frac {A-B}{2}}}},}
що й потрібно було довести.

## Історія
Теорему тангенсів для сферичних кутів описав у XIII столітті перським математиком Насир ад-Дін ат-Тусі (1201—1274), який у своїй п'ятитомній роботі Трактат про повний чотирикутник також навів теорему синусів для плоских трикутників.
Теорему також називають формулою Реґіомонтана за ім'ям німецького астронома й математика Йоганна Мюллера (лат. Regiomontanus), який отримав цю формулу. Й. Мюллера називали «Кенігсбержцем»: німецькою König [Архівовано 30 грудня 2021 у Wayback Machine.] — король, Berg [Архівовано 30 грудня 2021 у Wayback Machine.] — гора, а латинською «король» і «гора» в родовому відмінку — regis і montis [Архівовано 30 грудня 2021 у Wayback Machine.]. Звідси «Реґіомонтан» — латинізоване прізвисько Й. Мюллера.